# Kazimierz Kuratowski
Kazimierz Kuratowski (Varsóvia, 2 de fevereiro de 1896 — Varsóvia, 18 de junho de 1980) foi um matemático polonês.
Seu campo principal de pesquisas foi lógica. Foi membro da Escola de Matemática de Varsóvia.
Filho do advogado Marek Kuratow e de Rosa von Karzewski. Completou em 1913 o ensino médio em Varsóvia, e estudou em seguida matemática em Glasgow até 1914. Para evitar dificuldades inerentes a seu nome mudou-o para Casimir Curatov. Após a reinauguração da Universidade de Varsóvia em 1915 voltou para Varsóvia, completando três anos depois seus estudos. Sua tese de doutorado em 1921 foi dividida em duas partes:
1. Uma fundamentação axiomática da topologia, na qual introduziu a axiomática dos fechamentos (Sur la notion de l'ensemble fini, Fundamenta Mathematicae 1, 1920)
2. Decisão definitiva do problema do contínuo irredutível, tema do doutorado em Paris de Zygmunt Janiszewski.

O orientador do doutorado foi Wacław Sierpiński, pois o orientador inicial, Janiszewski, havia falecido.
No outono do mesmo ano habilitou-se na Universidade de Varsóvia, com a solução de um problema da teoria dos conjuntos, problema este originalmente formulado por Charles-Jean de La Vallée Poussin, um matemático belga. Dois anos depois foi professor substituto na segunda cátedra de matemática da Universidade de Varsóvia e em 1927 assumiu a terceira cátedra de matemática na seção geral da Universidade Politécnica de Lviv, como professor extraordinário. Permaneceu nesta cátedra até 1933, sendo por duas vezes decano. Depois que a seção foi desfeita, assumiu em 1934 a quarta cátedra de matemática da Universidade de Varsóvia como professor ordinário (1934-1935), sendo então catedrático da terceira cátedra (1935-1952, com um intervalo durante a Segunda Guerra Mundial). Entre 1936 e 1939 foi secretário do comitê matemático como conselheiro para ciências exatas e aplicadas. Durante a Segunda Guerra Mundial lecionou na Universidade Subterrânea de Varsóvia. A partir de 1929 foi membro da Sociedade Científica de Varsóvia (a partir de 1946 foi vice-presidente da seção 3, e a partir de 1949 vice-presidente da sociedade).
Quando a Universidade de Varsóvia foi reaberta em fevereiro de 1945, retomou suas atividades de professor. No mesmo ano foi membro efetivo da Academia de Ciências da Polônia, sendo seu vice-presidente de 1957 a 1968. Imediatamente após o fim da Segunda Guerra Mundial engajou-se ativamente na reconstrução da vida científica na Polônia, quando entre outros criou o Instituto Estatal de Matemática, que mais tarde tornou-se o Instituto de Matemática da Academia de Ciências da Polônia. Foi diretor deste instituto de 1948 a 1968, sendo além disso diretor o conselho científico (1968-1980) e chefe da sessão de topologia (1948-1980).
Participou ativamente dos trabalhos da Sociedade Científica de Varsóvia e da Sociedade Matemática Polonesa. Foi redator do periódico Fundamenta Mathematicae, e a partir de 1925 seu chefe-redator, do Bulletin da Academia de Ciências da Polônia, um dos criadores e redator da série de livros Mathematische Monographien, onde valiosas obras dos membros das Escolas de Matemática de Varsóvia e Lviv foram publicadas. Foi membro de diversas sociedades e academias estrangeiras: Sociedade Real de Edimburgo, da Áustria, da Alemanha, da Hungria, da Itália e da União Soviética.
Kuratowski trabalhou principalmente com topologia. Criou a axiomática dos fechamentos, atualmente conhecida como axiomática de Kuratowski. Esta serve de base para o desenvolvimento do espaço topológico em geral, e especialmente sua teoria do contínuo irredutível entre dois pontos. Aos resultados fundamentais de Kuratowski, que ele obteve após a Segunda Guerra Mundial, pertencem aqueles direcionados à relação entre topologia e funções analíticas, bem como teoremas sobre a teoria do contato em espaços euclidianos. Juntamente com Stanisław Ulam, seu talentoso aluno dos tempos de Lviv, trabalhou com quasi homeomorfismo, o ponto de partida de uma nova área na pesquisa topológica.
Kuratowski é autor de um teorema, atualmente conhecido como Lemma von Kuratowski-Zorn ou Lema de Zorn, provado pela primeira vez por Kuratowski em 1922 no volume 3 do Fundamenta Mathematicae. Este lema tem aplicações não-triviais na prova de diversos teoremas fundamentais. Max Zorn aplicou-o em 1935 (Bulletin of the American Mathematical Society, 41). Os termos que Kuratowski introduziu na teoria dos conjuntos e na topologia foram assimilados pela literatura destas áreas. Em muitos casos ele foi o criador da terminologia e simbologia correspondente.
Seus trabalhos no pós-guerra podem ser mais ou menos enquadrados em três direções de pesquisa:
1. Desenvolvimento da teoria da homotopia de funções contínuas;
2. Construção da teoria de espaços interdependentes local em dimensões superiores;
3. Representação unificada da teoria do contato de espaços euclidianos mediante conjuntos parciais aleatórios, apoiado nas propriedades de transformações contínuas destes conjuntos parciais.

Dentre os mais de 170 artigos publicados são sua monografia e livros texto válidos de serem citados, entre outros seu Topologie (Volume 1 1933, Volume 2 1950), uma obra fundamental, também editadas em inglês e russo, sua Mengenlehre (com Mostowski, 1952, traduções em inglês e russo), bem como Einführung in die Mengenlehre und Topologie (1952, traduções em inglês, francês, espanhol, búlgaro). Foi também autor do texto científico popular Ein halbes Jahrhundert polnische Mathematik 1920-1970 (1973) bem como da edição póstuma Notizen zur Autobiographie (1981), levado à impressão por sua filha.
Representou a matemática polonesa na União Internacional de Matemática, da qual foi vice-presidente de 1963 a 1966. Foi doutor honoris causa das universidades de Glasgow, Praga, Wroclaw e Paris. Recebeu dentre outras a Medalha de Ouro da Academia de Ciências da Tchecoslováquia e a Medalha Copérnico da Academia de Ciências da Polônia.